# Abisara teutyra
Abisara teutyra är en fjärilsart som beskrevs av Hans Fruhstorfer 1914. Abisara teutyra ingår i släktet Abisara och familjen Riodinidae. Inga underarter finns listade i Catalogue of Life.